# Ставиский, Александр
Серж Александр Ставиский, более известный просто как Александр Ставиский (фр. Serge Alexandre Stavisky; 20 ноября 1886 года, Слободка, Киевская губерния, Российская империя — 8 января 1934 года, Шамони) — французский мошенник и аферист еврейского происхождения, чьё имя связано с аферой Ставиского.
Сын дантиста Эммануэля Ставиского. Когда его семья переехала во Францию, ему было 12 лет. Получил французское гражданство в 1910 году. Неоднократно задерживался французской полицией за финансовые злоупотребления, мошенничество, торговлю наркотиками и драгоценностями. Основал несколько фиктивных финансовых обществ, больше известен в связи с многомиллионной аферой с одним из ведущих французских банков — ссудно-закладным банком города Байонны. Афера Ставиского привела к глубокому политическому кризису во Франции и попытке правого путча в Париже в феврале 1934 года.
По версии полиции, покончил жизнь самоубийством, застрелившись 8 января 1934 года. Похоронен на кладбище Пер-Лашез, участок 94.

## Образ в искусстве
Фильмы
- 1974 — «Стависки» / Stavisky (реж. Ален Рене) — в гл. роли Жан-Поль Бельмондо
- 2014 — «Ставиский, мошенник века» / Stavisky, l’escroc du siècle (реж. Клод-Мишель Ром / Claude-Michel Rome), в гл. роли Томер Сислей